# Polikuska
Polikuska è un film del 1958 diretto da Carmine Gallone.
Pellicola di co-produzione italiana-tedesca-francese, in cui tecnici e attori sono in maggioranza tedeschi.

## Trama
Un servo, Polikuska, incappa in diverse disavventure dopo che è stato derubato di una forte somma affidatagli dai padroni. Quando, al colmo della disperazione, non gli resta che il suicidio, i soldi improvvisamente saltano fuori. Per lui incomincia una nuova vita.

## Accoglienza
Il film venne iscritto al Pubblico registro cinematografico col n. 1.992, ed ebbe un incasso di 29.477.000 lire. Inizialmente selezionato per partecipare al Festival di Berlino 1958, dovette in seguito rinunciare.